# باولو برناردو (لاعب كرة قدم)
باولو برناردو (مواليد 24 يناير 2002) هو لاعب كرة قدم برتغالي يلعب في مركز خط الوسط في نادي بنفيكا.

## روابط خارجية
- باولو برناردو على موقع الاتحاد الأوربي (الإنجليزية)
- باولو برناردو على موقع قاعدة بيانات كرة القدم.إي يو (الإنجليزية)
- باولو برناردو على موقع Soccerway.com (الإنجليزية)